# La Chapelle-Baloue
La Chapelle-Baloue – miejscowość i gmina we Francji, w regionie Nowa Akwitania, w departamencie Creuse.
Według danych na rok 1990 gminę zamieszkiwało 151 osób, a gęstość zaludnienia wynosiła 17 osób/km² (wśród 747 gmin Limousin La Chapelle-Baloue plasuje się na 471. miejscu pod względem liczby ludności, natomiast pod względem powierzchni na miejscu 580.).